# День открытых дверей (Канада)
День открытых дверей (англ. Doors Open Canada) — общеканадская программа доступа к национальному культурному достоянию. В городах — партнёрах данной программы каждое лето в определённую пару выходных дней (суббота и воскресенье) ряд зданий, обычно закрытых для широкой публики (министерства, посольства, храмы разных религий, заводы и лаборатории) или взимающих плату за вход (театры, музеи, галереи искусств), открывают двери для широкой публики.

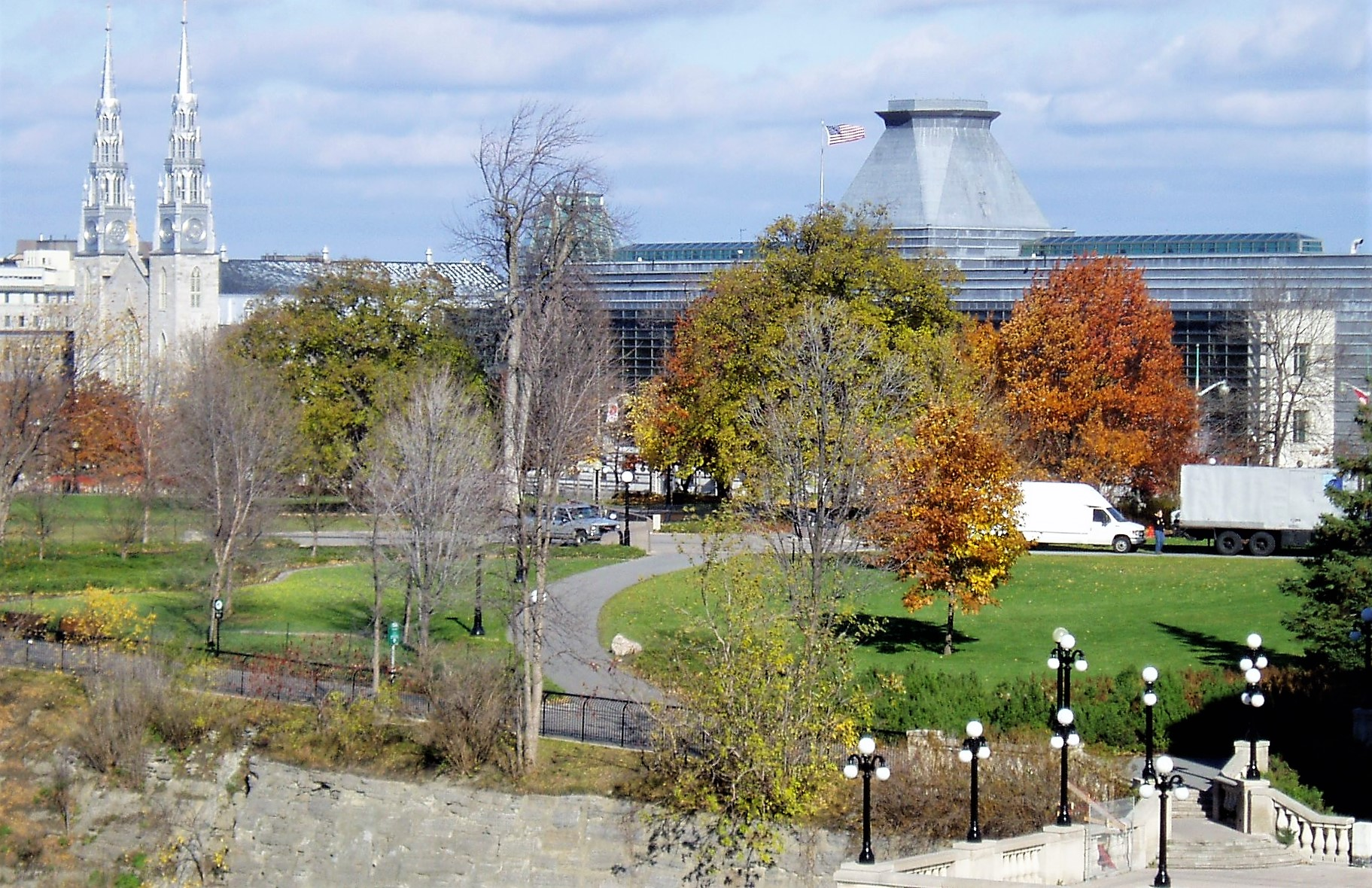
Парк «Майорова горка».
На заднем плане — собор Нотр-Дам и посольство США.

В ряд зданий, в связи с высоким интересом посетителей и/или мерами безопасности, доступ осуществляется только по предварительной записи, которая заканчивается задолго до Дней открытых дверей. К таким зданиям относится, в частности, Посольство США в Канаде близ парка «Майорова горка».

## Города-участники программы
Рядом с названием города указан год вступления в программу.
- Брамптон, Онтарио 2007
- Брандон, Манитоба 2004
- Бригас и Кьюпидс, Ньюфаундленд и Лабрадор 2005
- Виктория, Британская Колумбия 2008
- Виннипег, Манитоба 2006
- Гримсби, Онтарио 2011
- Калгари, Альберта 2003
- Консепшн-Бэй-Саут, Ньюфаундленд и Лабрадор 2006
- Корнер-Брук, Ньюфаундленд и Лабрадор 2006
- Корнуолл и Сиуэй-Вэлли, Онтарио 2003
- Лондон, Онтарио 2002
- Ньютаун, Ньюфаундленд и Лабрадор 2004
- Оттава, en:Doors Open Ottawa, Онтарио 2002
- Пэрис, Онтарио 2005
- Плэсенша, Ньюфаундленд и Лабрадор 2005
- Ричмонд, Британская Колумбия 2004
- Саскатун, en:Doors Open Saskatoon, Саскачеван 2005
- Сент-Джонс, Ньюфаундленд и Лабрадор 2003
- Торонто, en:Doors Open Toronto, Ontario, 2000
- Тринити-Брайт, Ньюфаундленд и Лабрадор 2006
- Уотерлу, Онтарио 2003
- Уайтхорс, Юкон 2005
- Хэдлимэнд, Онтарио 2011